# Orașul Liber Danzig
Orașul Liber Danzig (în limbile germană: Freie Stadt Danzig; poloneză: Wolne Miasto Gdańsk) a fost un oraș-stat semiindependent baltic a cărui existență politico-administrativă a început pe 10 ianuarie 1920, în conformitate cu Partea a III-a, Secțiunea a IX-a a Tratatului de la Versailles din 1919, care îl desprindea politic de teritoriul Germaniei (alături de alte teritorii). Orașul și teritoriul imediat înconjurător au fost plasate sub protecția Ligii Națiunilor. Poloniei i se rezervau drepturi speciale economice în legătură cu Danzigul, sub rezerva respectării autonomiei populației germane majoritare. Orașul Liber și-a încetat existența după 1939, când a fost ocupat și anexat de Germania Nazistă. După înfrângerea Germaniei din 1945, Danzigul a devenit parte integrantă a Poloniei cu numele Gdańsk.

## Constituire

### Teritoriu
Orașul Liber Danzig includea orașul principal Danzig (Gdańsk), și orașele învecinate Zoppot (Sopot), Tiegenhof (Nowy Dwór Gdański), Neuteich (Nowy Staw), 252 de sate și 63 cătune. Teritoriul total administrat era de 1.966 km².

### Drepturile Poloniei
Orașul Liber Danzig era reprezentat în relațiile internaționale de Polonia, cu care avea de altfel și o uniune vamală. Linia de cale ferată care unea Orașul Liber de  re-creatul stat polonez era administrată de Polonia. Peninsula Westerplatte (care fusese până atunci o simplă plajă) a fost dată Poloniei, care a creat aici o bază militară la intrarea în portul orașului, folosit și de polonezi. În afara de oficiul poștal municipal (german), în orașul Danzig a fost înființat și un oficiu poștal polonez.

### Înalții comisari ai Ligii Națiunilor
Spre deosebire de teritoriile sub mandat ale Ligii Națiunilor, care erau încredințate spre administrare unuia dintre statele membre, Danzigul, la fel ca și Teritoriul bazinului Saar, a rămas sub autoritatea directă a Ligii Națiunilor. Reprezentanți din diferite țări au preluat funcția de „Înalt comisar” astfel:

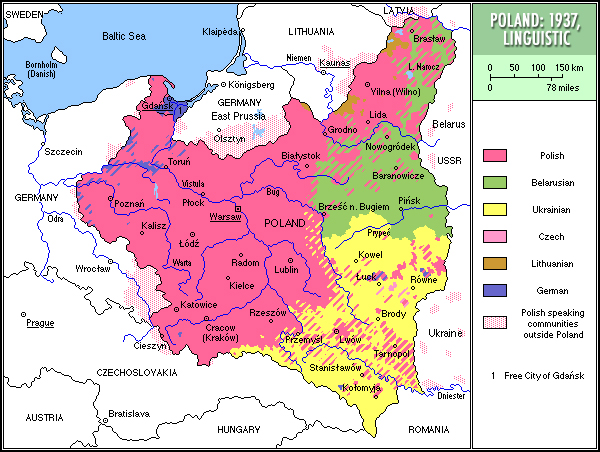
Polonia, 1922 - 1938

|    | Nume                       | Perioada  | Țara                  |
| -- | -------------------------- | --------- | --------------------- |
| 1  | Reginald Thomas Tower      | 1919-1920 | Regatul Unit          |
| 2  | Edward Lisle Strutt        | 1920      | Regatul Unit          |
| 3  | Bernardo Attolico          | 1920      | Italia                |
| 4  | Richard Cyril Byrne Haking | 1921-1923 | Regatul Unit          |
| 5  | Mervyn Sorley McDonnell    | 1923-1925 | Regatul Unit          |
| 6  | Joost Adriaan van Hamel    | 1925-1929 | Olanda                |
| 7  | Manfredi di Gravina        | 1929-1932 | Italia                |
| 8  | Helmer Rosting             | 1932-1934 | Danemarca             |
| 9  | Seán Lester                | 1934-1936 | Statul Liber Irlandez |
| 10 | Carl Jakob Burckhardt      | 1937-1939 | Elveția               |

## Populația
Orașul Liber avea o populație de 337.000 de locuitori (1919), 98% dintre ei fiind vorbitori de germană , restul fiind vorbitori de cașubiană sau poloneză.
Tratatul de la Versailles, care separase Danzigul și zona înconjurătoare de restul Germaniei, cerea acum ca locuitorii acestui teritoriu să aibă o cetățenie separată, bazată pe reședință. Locuitorii germani și-au pierdut cetățenia germană odată cu crearea Orașului Liber, dar au primit dreptul ca în primii doi ani să o poată reobține. Majoritatea germanilor nu au făcut însă demersurile necesare pentru reobținerea cetățeniei germane, deoarece li se cerea implicit să-și părăsească domiciliul din Orașul Liber și să-și stabilească reședința în Germania.
În 1924, 54,7% din populație s-a declarat protestantă (Lutherani), 34,5% s-au declarat catolici. Comunitatea evreiascǎ a crescut de la 2717 de persoane în 1910 la 7282 în 1923 și 10448 în 1929, principal din cauza imigranților din Polonia și din Rusia.

## Politica

### Șefi de stat (Președinți de Senat) ai Orașului Liber Danzig
|                                    | Nume                               | Început mandat                     | Încheiere mandat                   | Partid                                                           |
| Președinți ai Senatului din Danzig | Președinți ai Senatului din Danzig | Președinți ai Senatului din Danzig | Președinți ai Senatului din Danzig | Președinți ai Senatului din Danzig                               |
| ---------------------------------- | ---------------------------------- | ---------------------------------- | ---------------------------------- | ---------------------------------------------------------------- |
| 1                                  | Heinrich Sahm                      | 6 decembrie 1920                   | 10 ianuarie 1931                   | fără partid                                                      |
| 2                                  | Ernst Ziehm                        | 10 ianuarie 1931                   | 20 iunie 1933                      | Partidul Național al Poporului German                            |
| 3                                  | Hermann Rauschning                 | 20 iunie 1933                      | 23 noiembrie 1934                  | Partidul Muncitoresc German Național-Socialist (Partidul Nazist) |
| 4                                  | Arthur Karl Greiser                | 23 noiembrie 1934                  | 23 august 1939                     | Partidul Muncitoresc German Național-Socialist                   |
| Președinte al statului             |                                    |                                    |                                    |                                                                  |
| 4                                  | Albert Förster                     | 23 august 1939                     | 1 septembrie 1939                  | Partidul Muncitoresc German Național-Socialist                   |

### Guvernarea și relațiile germano-poloneze
În scurtă vreme a devenit clar pentru toată lumea că majoritatea populație formată din germani respingeau concesiunile făcute Poloniei și despărțirea de Germania. Profesorul Burckhardt, Înaltul Comisar al Ligii Națiunilor în Danzig constata în 1939 că trebuie să joace rolul de arbitru în disputele germano-poloneze care nu păreau că se mai termină.
În mai 1933 partidul nazist NSDAP a câștigat alegerile locale din oraș cu 57% din voturi. Pentru schimbarea „Constituției Orașului Liber Danzig” era necesară o majoritate de 75%, conform prevederilor stabilite de Liga Națiunilor. Guvernul nazist a introdus legi antisemite și anticatolice, cele din urmă având ca țintă minoritatea vorbitoare de poloneză și cașubă, strict religioasă. Orașul a fost folosit și ca loc de antrenament al minoritarilor germani din Polonia, recrutați prin organizații precum Jungdeutsche Partei („Partidul Tinerilor Germani”) și Deutsche Vereinigung („Uniunea Germană”), care aveau să formeze cadrele de elită ale Selbstschutz. La fel ca și în Germania de altfel, evreii au trebuit să facă față unor persecuții tot mai puternice. Marea sinagogă din Danzig a fost rechiziționată și demolată de autoritățile locale în 1939.
În ciuda mai multor propuneri ale guvernelor germane, atât înainte cât și după 1933 pentru recunoașterea condiției anormale a Danzigului în raport cu Germania, Polonia a refuzat schimbări, și mai târziu, în aprilie 1939, profesorul Burckhardt a fost înștiințat de Comisarul general polonez că orice încercare de schimbare a situației din acel moment va avea ca răspuns reacția armată a polonezilor.
În 1939, când tensiunile dintre Polonia și Germania au atins punctul culminant, guvernul Danzigului s-a implicat în persecuții deschise împotriva locuitorilor polonezi, (Gdańszczanie), printre care expulzarea studenților de etnie poloneză ai Universității Tehnice din Danzig.

## Al doilea război mondial și urmările acestuia
Guvernul nazist din Danzig a votat pentru reunificarea cu Germania pe 2 septembrie 1939, la o zi după invadarea Poloniei. Deși această hotărâre era ilegală din punctul de vedere al constituției orașului, Germania a încorportat oficial Danzigul în nou formatul Reichsgau Danzig-Westpreußen. Polonezii din oficiul poștal polonez, înarmați cu câteva pistoale, trei mitraliere și câteva grenade au apărat sediul oficiului poștal timp de 15 ore. După ce s-au predat, luptătorii polonezi au fost executați. Forțe armate poloneze au rezistat în fortificațiile de la Westerplatte până pe 7 septembrie.
Cam 90% din oraș a fost distrus în timpul luptelor de sfârșitul celui de-al doilea război mondial. Pe 30 martie 1945 orașul a fost cucerit de Armata Roșie. O bună parte a populație Danzigului a fugit sau a murit din diferite motive. Mai mulți locuitori ai orașului și refugiați au pierit au murit în urma torpilării vasului Wilhelm Gustloff.
În timpul Conferinței de la Potsdam, Aliații au acceptat ca pe un fapt împlinit apartenența Danzigului la Polonia. (În această privință, la Conferința de la Ialta nu se luaseră decizii clare).
În deceniul al cincilea, peste 120.000 de foști locuitori ai Orașului Liber Danzig fuseseră strămutați în alte teritorii aflate sub autoritatea puterilor învingătoare. Peste 13.000 de foști cetățeni ai Danzigului au primit cetățenia poloneză. În același timp, cam 100.000 de polonezi au luat locul germanilor expulzați.

## Legături externe

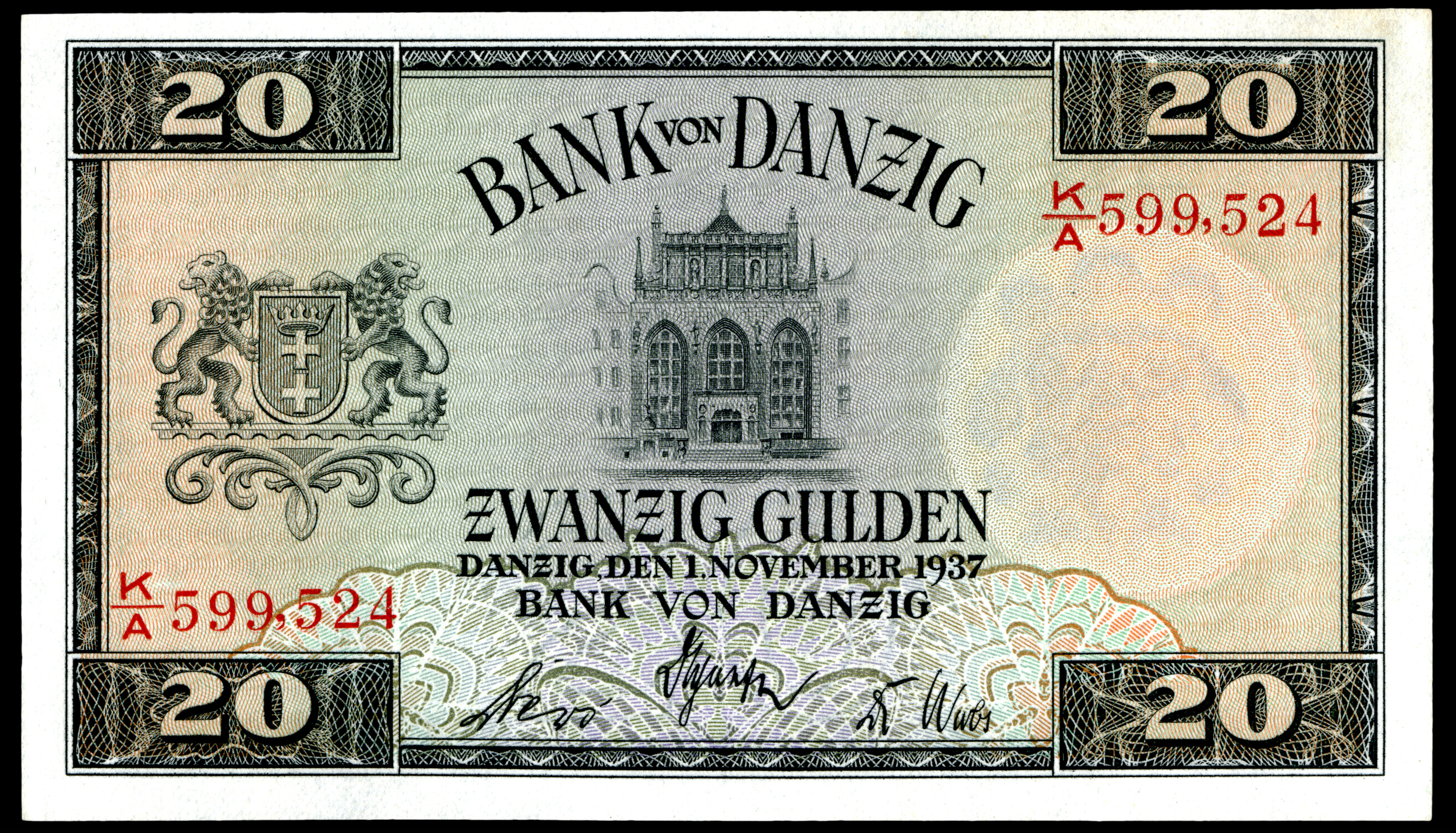
O bancnotă de 20 guldeni din Danzig